# 爱丁堡公爵菲利普亲王
愛丁堡公爵菲臘親王（英語：Prince Philip, Duke of Edinburgh；1921年6月10日—2021年4月9日），原稱希臘和丹麥的菲利普王子（希臘語：Πρίγκιπας Φίλιππος της Ελλάδας και της Δανίας），後為菲利普·蒙巴頓（英語：Philip Mountbatten）。作為伊利沙伯二世的丈夫，伊利沙伯在1952年登基後，他便成為君主配偶，直至他在2021年去世，因此他是歷史上在位时间最长的君主配偶。
1921年，菲利普在希臘出生，當時是希臘和丹麥王室成員。他只有18个月大时，就與家人一起被流放出国。在法国、德国和英国成長並接受教育后，1939年，當時18岁的他正式加入英国皇家海军服役，並从同年7月起开始与當时年仅13岁的伊利沙伯公主通信。在二战期间，他在地中海艦隊和太平洋艦隊服役，表现出色。
1946年夏天，乔治六世同意菲利普與當時20歲的伊利沙伯公主的婚事。在1947年7月正式宣布订婚前，他放弃了希腊和丹麦的头衔和王位繼承權，歸化為英國公民，並采用了其外祖父路易·蒙巴頓海軍元帥的姓氏「蒙巴頓」。1947年11月20日，菲利普与伊利沙伯结婚。在大婚前，国王喬治六世授予他“殿下”的稱號，并冊封其为爱丁堡公爵、梅里昂斯伯爵和格林威治男爵。1952年，伊利沙伯正式登基為英國女王，時為英國皇家海軍中校的菲利普退出现役，並於1957年取得了親王頭銜。菲利普与伊利沙伯育有四个孩子，分別為查尔斯三世、安妮長公主、約克公爵安德魯王子和爱丁堡公爵爱德华王子。
身為體育愛好者，菲利普親王曾協助發展馬術項目中的馬車駕駛比賽。他擔任了超過780個組織的贊助人、主席或成員，當中包括世界自然基金會，並是愛丁堡公爵獎勵計劃創辦人，以培養青年「對自身與社會的責任感」。菲利普是英国王室中最长寿的男性成员，同時是第三長壽的王室成員。2017年8月2日，他因為年事已高，宣佈退出例行的王室职责，結束65年的王室公職生涯。據官方記錄，自1952年以來，他完成了22219次单独的個人行程及5493次演講。菲利普于2021年4月9日在溫莎城堡離世，終年99歲。

## 早期生活

### 襁褓時期

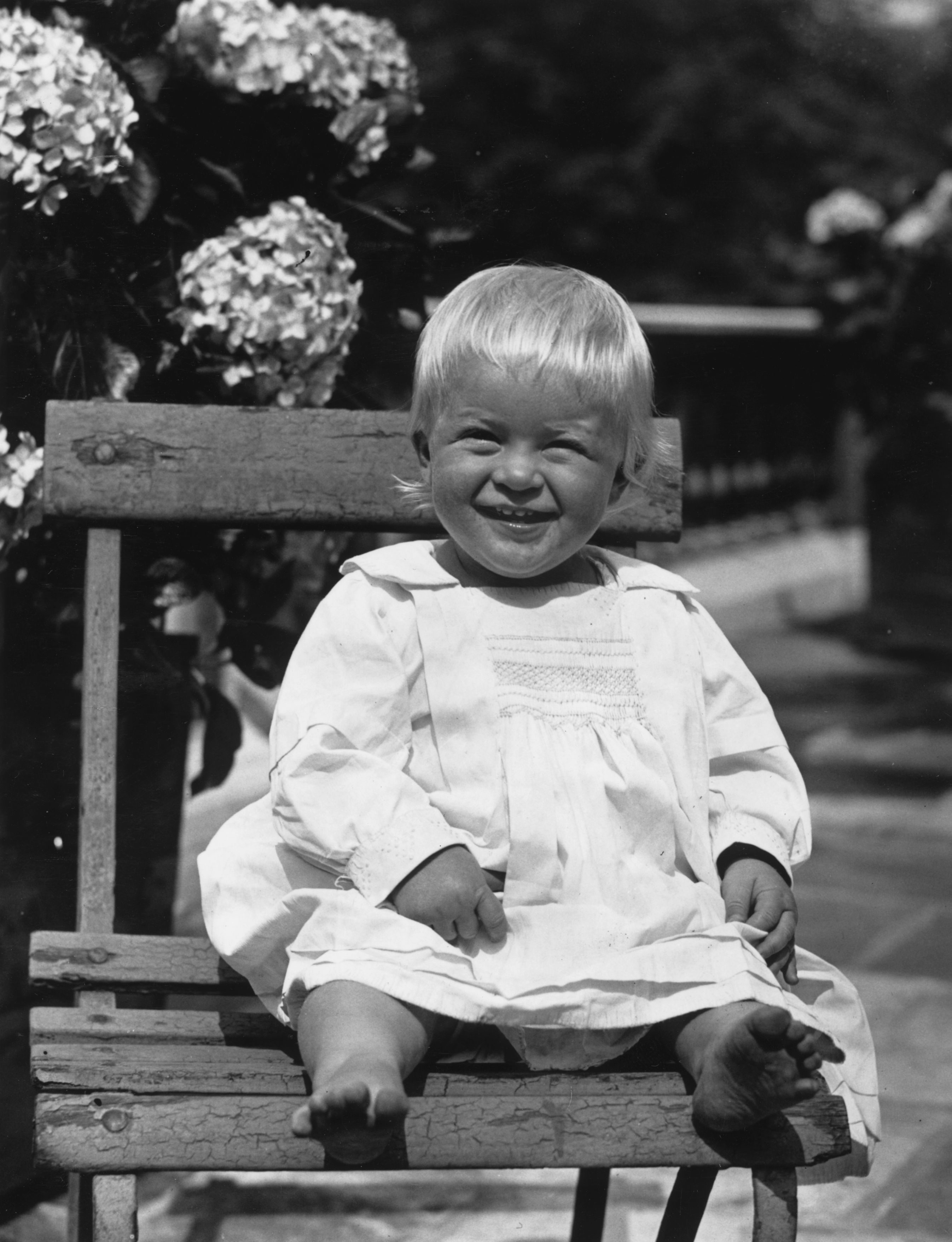
1922年7月，1歲的菲臘

1921年6月10日，希臘與丹麥的菲利普王子在希腊伊奧尼亞群島克基拉州克基拉島的寧靜宮客飯廳裡的一張桌子上出生。他是希臘和丹麥的安德烈亞斯王子與妻子巴滕貝格的愛麗絲公主的獨子，也是兩人第五個、最年輕的孩子。菲利普的父親是希臘國王喬治一世與奧爾嘉王后的第四子，母親則是第一代米爾福德黑文侯爵路易·亞歷山大·蒙巴頓（原巴騰堡的路易親王）與夫人維多利亞（原黑森-萊茵的維多利亞公主）的長女。作為格呂克斯堡王朝成員，菲利普憑藉父系血統（源自希臘國王喬治一世及其父丹麥國王克里斯蒂安九世）同時擁有希臘與丹麥王子頭銜，因此自出生起就在兩國王位的繼承順位之列。菲利普的四个姐姐是瑪格麗塔、狄奧多拉、塞西莉婭、索菲亞。他在科孚古堡的圣乔治教堂按希臘正教會仪式受洗，教父母包括祖母希臘王后奧爾嘉、堂兄希臘王儲喬治、舅父蒙巴頓勳爵，以及由市長亞歷山德羅斯·科科托斯（希臘語：Αλέξανδρος Κόκοτος）與議會主席斯泰利亞諾斯·馬尼亞里齊斯（希臘語：Στυλιανός Μανιάριζης）代表的科孚市政當局。
菲利普出生後不久，其外祖父於倫敦逝世。他的外祖父為歸化英國公民，在皇家海軍服役後，因應英國國內的反德情緒，於第一次世界大戰期間放棄了所有德國爵位，並改姓「蒙巴頓」（此乃「巴滕貝格」的盎格魯化變體）。菲利普與母親前往倫敦，參加外祖父的追悼儀式後返國。當時正值第二次希土戰爭，其父安德烈亞斯負責指揮希臘陸軍。
希臘在此戰中損失慘重，土耳其則大獲全勝。菲利普的伯父、希臘遠徵軍最高統帥康斯坦丁一世因戰敗被問責，被迫於1922年9月退位。新成立的軍政府逮捕了安德烈亞斯及其他人員，並在“六人審判”中處決時任陸軍指揮官喬治奧斯·哈齊阿內斯蒂斯將軍與五位高層政要。安德烈亞斯的性命岌岌可危，愛麗絲也受到監視。最後在12月，革命法庭判處將安德烈亞斯驅逐出境。英國海軍艦艇搭救了安德烈亞斯全家，年僅18個月的菲利普被安置於水果箱中，轉移至安全地帶。

### 在法國、英國和德國的成長經歷
菲利普一家隨後去了法國，定居於巴黎近郊聖克盧，伯母瑪麗·波拿巴的一棟宅邸。旅居巴黎期間，菲利普首次成為學生，入讀當地由唐納德·麥克詹尼特（Donald MacJannet）創辦的美國學校“榆園”（The Elms）。麥克詹尼特形容菲利普是“自以為無所不知的機靈鬼，但始終保持著非凡的禮儀”。1930年，菲利普被送往英國，先後寄居於肯辛頓宮的外祖母處，以及伯克郡布雷鎮林登莊園（Lynden Manor）的舅父——佐治·蒙巴頓家中，隨後入讀契姆學校。此後三年間，他的四位姐姐相繼嫁給德意志貴族，並遷居德國，母親被診斷精神分裂症而入住精神病院，父親則長居摩納哥蒙特卡洛。菲利普的童年後期幾乎與母親斷絕聯繫。
1933年，菲利普前往德国的塞勒姆城堡高中就學。這所學校由他的姐夫巴登的貝托爾德創辦，所以他可以“節省學費”。然而，随着納粹黨在德国掌權，塞勒姆的另一位犹太裔创始人庫爾特·哈恩为躲避德國納粹黨政府迫害，逃亡到苏格兰，並创办了戈登斯通學院，菲利普在塞勒姆读了两个学期后，轉讀戈登斯通學院。1937年，菲利普的三姐塞西莉婭及她的丈夫黑森和萊茵河畔大公儲格奧爾格·多納圖斯、他們的两个儿子以及多納圖斯的母親——索爾姆斯-霍恩索爾姆斯-利希的艾蕾諾爾在奥斯坦德的空难中丧生，当时年仅16岁的菲利普前往達姆施塔特，参加他們的葬礼。次年，他的舅舅和监护人米尔福德黑文侯爵喬治·蒙巴頓也因骨髓癌去世，此後菲利普由蒙巴頓勳爵負責照顧。

## 海軍歲月

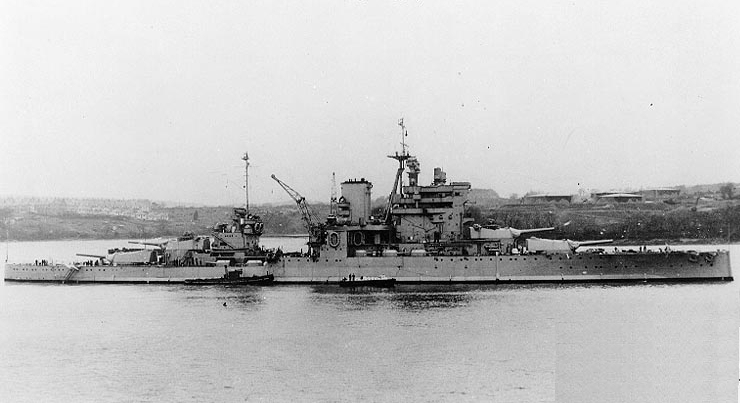
地中海戰場中，菲利普在英勇号战列舰 (1914年)上服役。

1939年初於戈登斯通畢業後，菲利普先於達特茅斯不列顛尼亞皇家海軍學院完成一學期學員訓練，繼而短暫返回希臘，與母親在雅典同住月餘。應其堂兄希臘國王喬治二世之命，他於同年9月重返英國，繼續皇家海軍訓練。隔年他以該屆最優學員身份自達特茅斯畢業。二戰期間，他始終效力於英軍，而兩位姐夫──黑森的克里斯托夫親王與貝托爾德──卻為敵對的德國陣營作戰。 1940年1月，菲利普獲任命為海軍見習軍官，先在戰艦“藍蜜莉斯號”服役四個月，護送第二澳洲帝國軍穿越印度洋，繼而短期派駐“肯特號”、“什羅普郡號”巡洋艦及英屬錫蘭基地。 1940年10月，希意戰爭爆發後，他從印度洋被調往地中海艦隊戰艦。
1941年2月1日，菲利普在朴茨茅斯完成系列軍官課程後，以少尉軍階正式授階。他在資格考核中共考了五個項目，當中有四項獲得最優等成績。其作戰經驗包括參與克里特島戰役，並在馬塔潘角海戰中因操控戰艦探照燈的表現獲通報嘉獎，同時被授予希臘戰爭十字勳章。 1942年6月，他調任驅逐艦“華萊士號”，先後執行英國東岸船隊護航及盟軍西西里島戰役的任務。

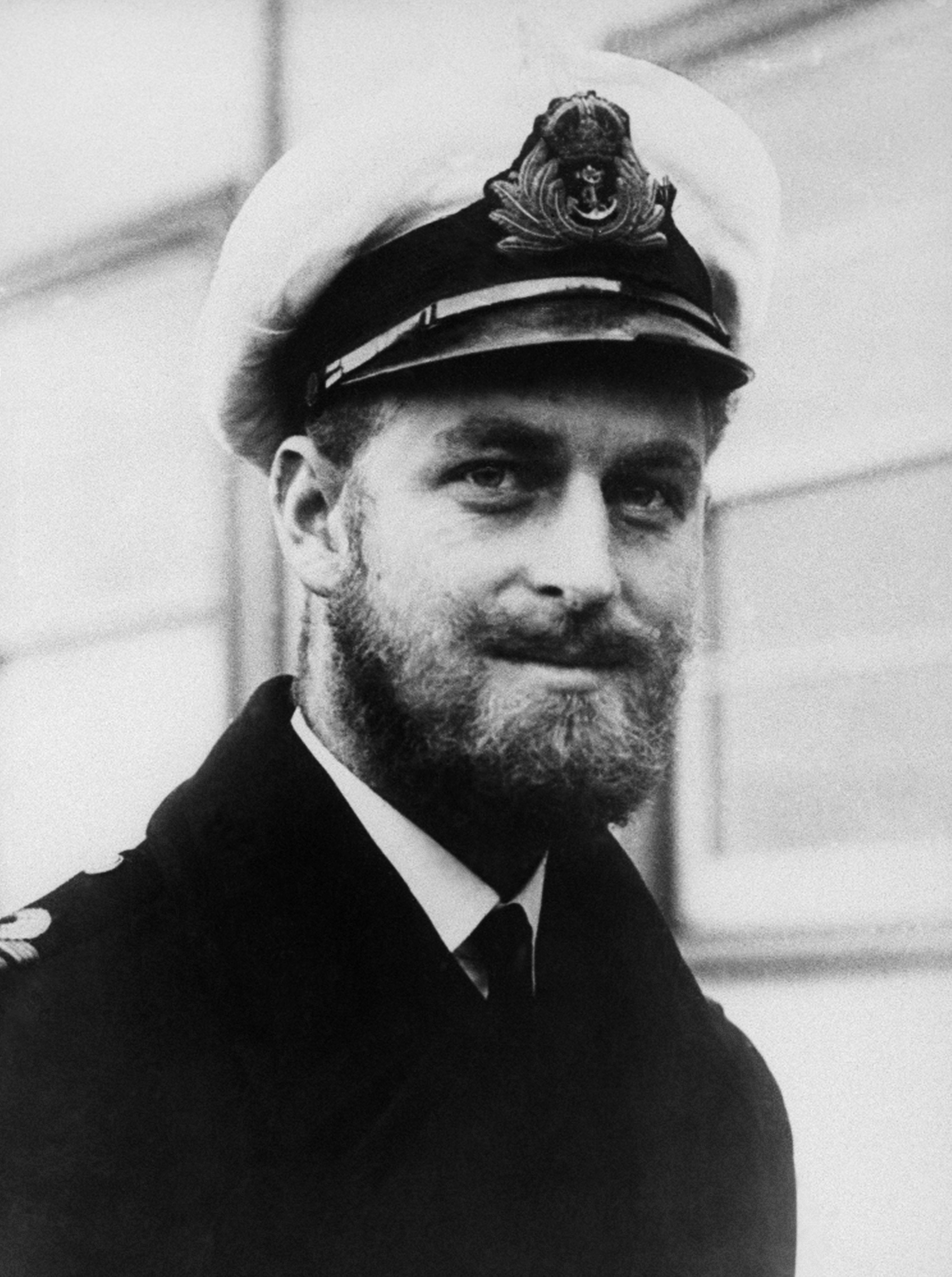
1945年，身在墨爾本的菲臘。

随后，他在1942年7月16日晋升为上尉，同年10月，他被任命华莱士号的副艦長，年仅21岁的他是當時英国皇家海军最年轻的軍艦大尉級別的軍艦指揮官之一。1943年7月，在盟軍登陸西西里岛期间，他作为“華萊士號”的二把手，曾从夜间轰炸机的攻击中救出了自己的舰艇。他策畫了一个用烟雾浮筒发射木筏的作戰，成功地分散了敵人轰炸机的注意力，使舰艇在无人察觉的情况下成功地「戰略轉進」。1944年，他转到新驱逐舰「惠普號」上，在英国太平洋舰队第27驱逐舰船队中服役。在代表二戰終戰的日本簽訂投降協議时，他當時也在東京灣附近。1946年1月，菲利普乘「惠普號」返回英国，戰後被派往位于威爾特郡科舍姆的皇家亞瑟號士官學校担任海軍教官。

## 婚姻
1939年，英王喬治六世與伊利沙伯王后巡視達特茅斯皇家海軍學院期間，王后與蒙巴頓勳爵特別安排菲利普陪同兩位公主——13歲的伊利沙伯與9歲的瑪嘉烈。兩人均為維多利亞女王的玄孫輩，因此具有遠房表兄妹關係。另外，兩人亦分別為基斯頓九世的曾孫和玄孫女。菲利普與伊利沙伯早於1934年，便曾在伊利沙伯的叔父肯特公爵喬治王子與菲利普的堂姐希臘和丹麥的瑪麗娜公主婚禮上相遇。自1939年的會面後，伊利沙伯便傾心於菲利普，兩人開始書信往來。
1946年夏天，菲利普向喬治六世提出向伊利沙伯求婚。國王應允了這樁婚事，但要求他們必須待次年4月，伊利沙伯21歲生日後，方可正式訂婚。至1947年3月，菲利普放棄希臘與丹麥王室頭銜，改從母系家族姓氏「蒙巴頓」，並正式歸化為英國公民。1947年7月9日，王室正式向公眾公佈兩人的婚約。
這段婚約當時引發了一些爭議。菲利普不僅身無恆產、生於海外（儘管他是英國國民，並在二戰期間全程服役於皇家海軍），其姊妹們更嫁給了與納粹黨有關聯的德國貴族。瑪麗昂·克勞福德曾寫道：「國王的部分幕僚認為他配不上公主。這位親王既無領土也無王國，某些報刊更對菲利普的外國出身大做文章。」後來的傳記披露，伊利沙伯的母親最初對這樁婚事有所保留，甚至戲稱菲利普為「匈人」（The Hun）。不過晚年的王太后向傳記作家蒂姆·希爾德坦言，菲利普實為「一位英國紳士」。

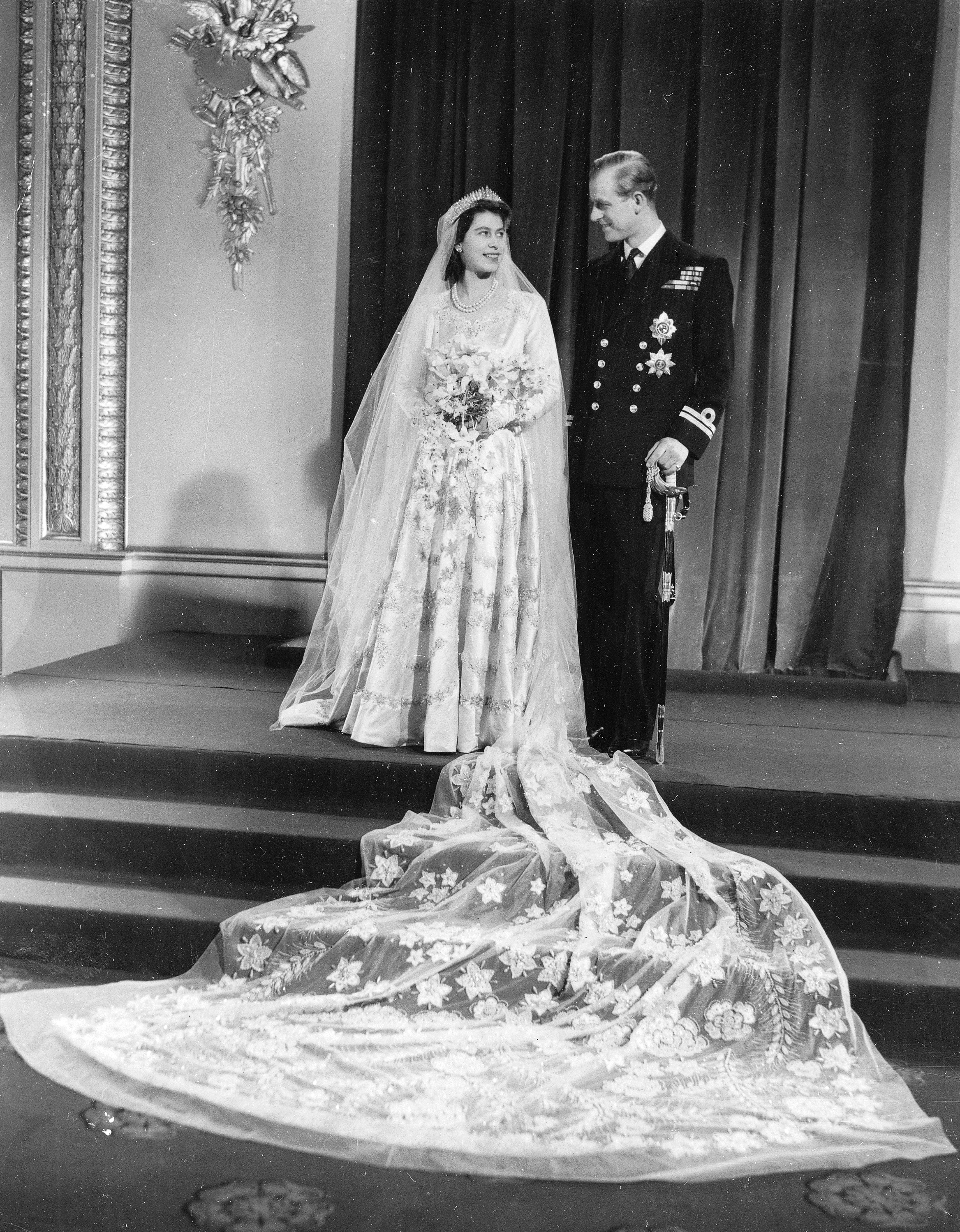
菲臘與伊利沙伯的婚照

儘管菲利普「似乎始終自視為聖公宗信徒」，且求學時期與海軍服役期間皆隨同窗及親屬參與聖公宗儀式，但他在希臘正教會受洗。坎特伯雷大主教謝菲·費雪為確立其宗教身份，特於1947年10月正式接納菲利普加入英格蘭國教會。婚禮前一天，國王授予菲利普「殿下」尊稱，並於大婚當日早上冊封其為愛丁堡公爵、梅里奧尼思伯爵及格林威治男爵。值得注意的是，身為嘉德勳章騎士的菲利普，在11月19日至20日期間曾短暫擁有「菲臘·蒙巴頓爵士殿下」的特殊頭銜組合，此稱謂亦明載於11月20日頒布的英王制誥。
菲利普與伊麗莎白的婚禮於西敏寺舉行，英國廣播公司電台向全球兩億聽眾實況轉播這場盛典。在戰後的英國社會氛圍下，菲利普的德籍親屬——包括三位仍在世的姐姐——皆未能獲邀出席婚禮。婚後，兩人定居克拉倫斯宮。伊利沙伯在1952年繼位前，誕育了長子查理斯（1948年11月）與長女安妮（1950年8月）。這段婚姻持續逾73載，直至菲利普在2021年離世，成為英國君主史上最長久的婚姻紀錄。有鑒於岳父喬治六世每況愈下的健康狀況，伊利沙伯要求菲利普戒菸，故他在婚禮當日便毅然徹底戒除。
菲利普於1948年7月21日獲委任為上議員，不過他從未在上議院發表過任何演說。《1999年上議院法令》通過後，菲利普與其子嗣等王室成員不再擔任上議員，唯瑪嘉烈公主的前夫斯諾登伯爵仍保留席位。

## 婚後初期

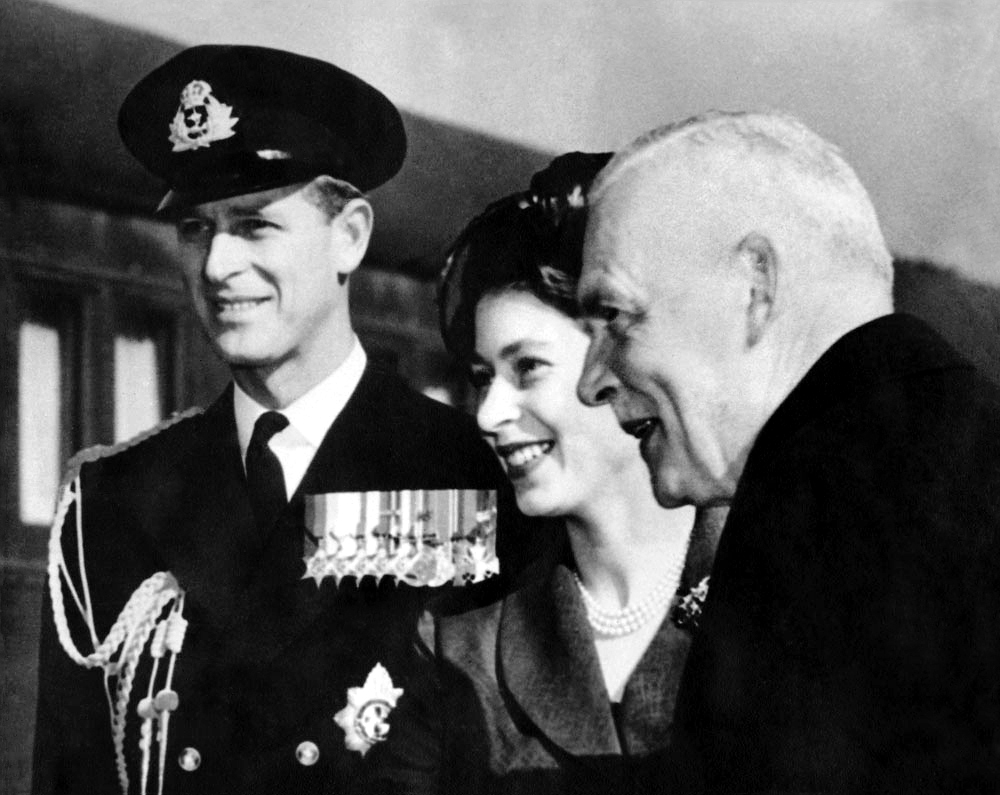
1951年，伊利沙伯與菲利普出訪加拿大期間，會晤時任總理路易·聖洛朗（右）。

結束在蒙巴頓家族宅邸布羅德蘭茲莊園的蜜月後，菲利普重返海軍服役，初期於海軍部擔任文職，後赴格林威治皇家海軍學院進修參謀課程。自1949年起，他隨地中海艦隊第一驅逐艦首艦「契克斯號」駐防馬爾他（下榻瓜爾達曼賈別墅），擔任該艦副艦長。1950年7月16日，他晉升為海軍少校後，獲派指揮護衛艦「喜鵲號」。雖然菲利普於1951年7月結束他的現役生涯，他仍於1952年6月30日獲晉海軍中校。
隨著國王健康狀況惡化，伊利沙伯與菲利普在完成橫跨加拿大的巡訪後，在1951年11月4日雙雙獲任命為樞密院成員。1952年1月底，這對夫婦啟程展開英聯邦巡訪之旅。當2月6日喬治六世駕崩、她繼位成為女王時，兩人正身處肯亞。菲利普於薩加納狩獵小屋將噩耗告知伊利沙伯，王室隨行人員隨即返回英國。

## 王夫生涯

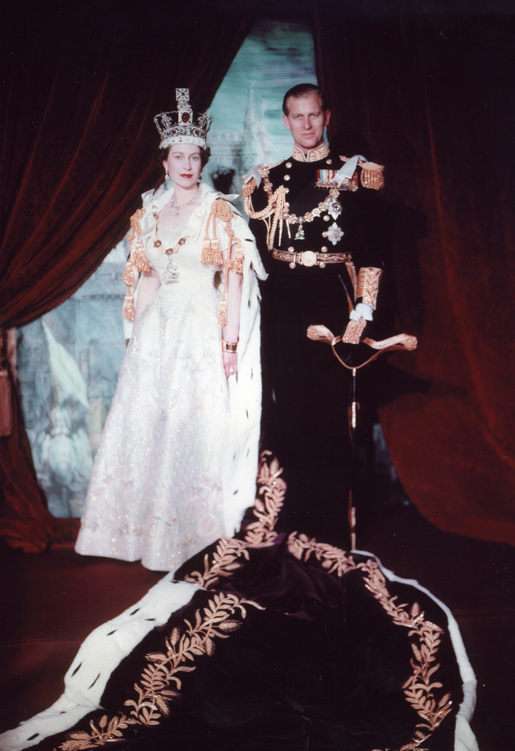
1953年拍攝的加冕照

### 王朝名稱爭議
伊利沙伯繼承王位後，王室姓氏問題隨即浮現——按慣例，女性婚後應從夫姓。蒙巴頓勳爵主張採用「蒙巴頓王朝」，菲利普則建議以其爵位命名為「愛丁堡王朝」。當瑪麗太后得知此事後，立即告知邱吉爾，後者遂建議伊利沙伯頒布敕令，宣布王室仍為「温莎」，以團結民心。菲利普曾私下抱怨：「我只不过是一个該死的阿米巴原蟲。因為我是这个国家唯一一个不被允许给自己的孩子冠姓的人。」
1960年2月，女王頒布樞密院御令，宣佈王朝名號將維持為「溫莎王朝」，但兩人的子嗣中未具“殿下”敬稱，或沒有王子或公主頭銜者，將使用蒙巴頓-溫莎為姓氏。雖然伊利沙伯對此變更「心意已決」且醞釀多時，但該御令直至第三個孩子安德魯出生前11天才正式頒布，其間歷經英國憲法專家愛德華·艾威與時任首相麥美倫長達三個月的書信辯論——艾威堅稱若不作此變更，王室子女將背負「私生子標籤」（the Badge of Bastardy），而麥美倫則試圖反駁其論點。女王與菲利普的第四個孩子愛德華則於1964年3月誕生。
伊莉莎白即位六個月後宣布，菲利普將“在所有場合與會議中享有僅次於女王的地位、尊榮與優先權”，除非《英國國會法令》另有規定。女王更親自介入，確保若她猝然離世，菲利普能擔任長子查理斯的攝政王，並由國會於1953年通過相關法案確認。與多年來外界謠傳不同，據知情人士透露，儘管女王在任期間遇上種種挑戰，兩人的婚姻始終堅若磐石。2012年鑽禧慶典演講中，伊利沙伯更將菲利普稱為她“始終如一的支柱與明燈”。
菲利普獲發國會年金（自1990年起為35.9萬英鎊），用以支應履行公務的官方開支。此項年金不受《2011年君主撥款法案》改革王室財務制度的影響。該津貼未用於公務支出的部分原應課稅，但實務上全數金額均用於資助其公職活動。

### 輔佐女王

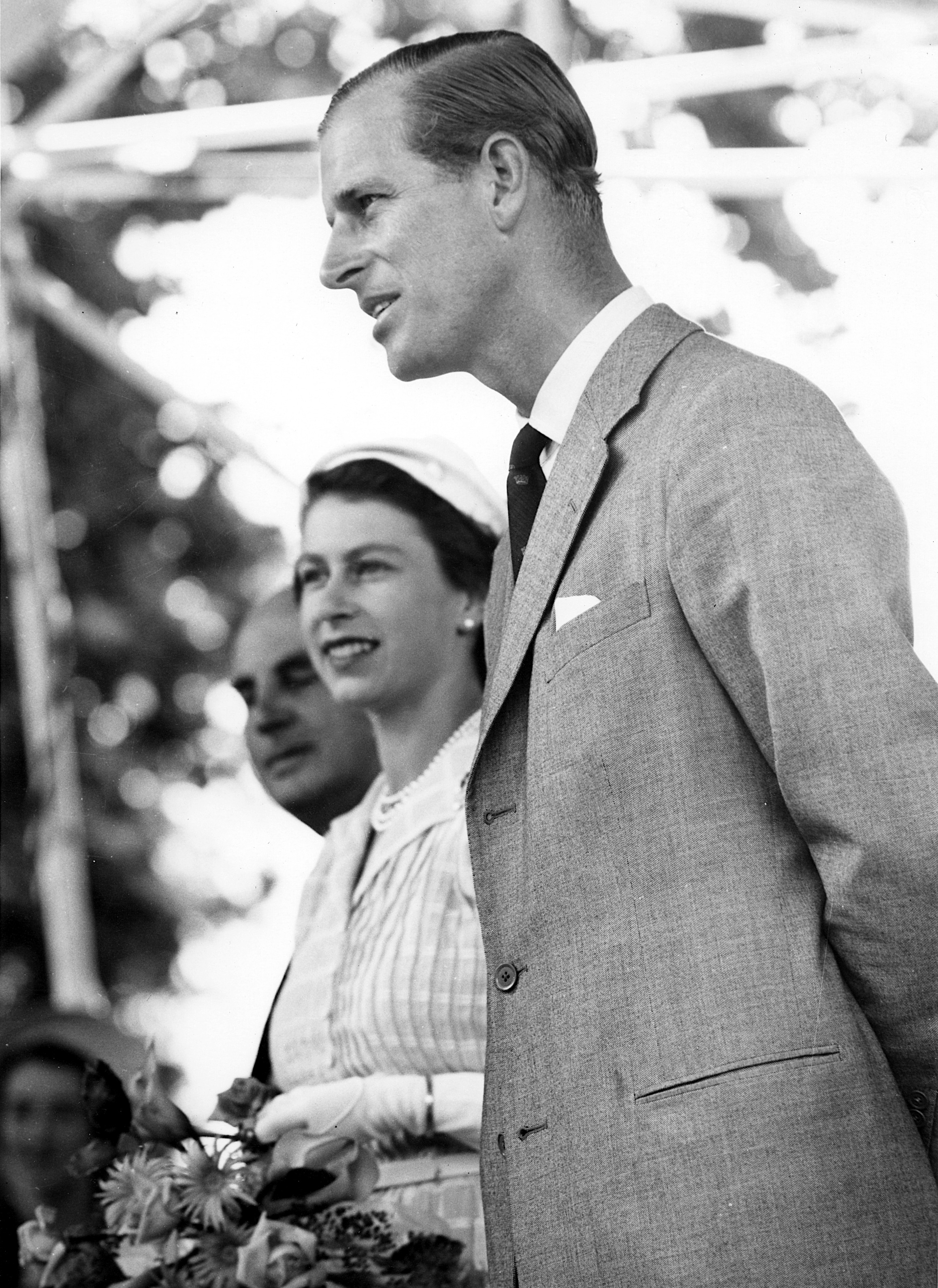
1954年，菲臘與伊利沙伯到訪新西蘭

作为女王的夫婿，菲利普始終輔佐女王履行君主職責——從各國國會開幕大典、國宴到出訪海外皆相伴左右。在擔任加冕典禮委員會主席期間，他更成為第一位搭乘直升機的王室成員，親自探視即將參與典禮的官兵。加冕典禮上，菲利普雖未接受冠冕，但仍以單膝跪姿將雙手交疊於伊莉莎白掌中，宣誓成為她「生死相隨的臣僕」。在1953至1954年的6个月里，菲利普和伊利沙伯在英联邦巡迴訪問；就和以前巡迴時的慣例一样，期間女王夫婦的孩子们被留在了英国。
1950年代初，他的小姨子瑪嘉烈曾考慮下嫁年長且曾離婚的彼得·湯森。面對媒體指責他反對這樁婚事，菲利普僅回應：「我什麼都沒做。」這段戀情最終無疾而終。1960年，瑪格麗特與安东尼·阿姆斯特朗-琼斯成婚，翌年男方獲封斯諾登伯爵。這段婚姻於1978年以離婚收場，瑪格麗特此後沒有再婚。
1956年，菲利普與庫爾特·哈恩共同創立愛丁堡公爵獎勵計劃，以培養青年「對自身與社會的責任感」。同年，他亦發起「英聯邦學術研討會」。1956至1957年間，菲利普搭乘新下水的皇家遊艇「不列顛尼亞號」環遊世界，其間主持了墨爾本1956年夏季奥林匹克运动会的開幕典禮，並造訪南極洲，成為首位跨越南極圈的英國王室成員。伊利沙伯與子女則留駐英國。返航途中，菲利普的私人秘書麥克·帕克遭妻子訴請離婚。如同當年湯森事件，媒體仍將離婚視為醜聞，帕克最終請辭。他事後透露：「菲利普給予極大支持，而女王全程展現寬容——她視離婚為憾事，而非死罪。」為公開表達支持，女王冊封帕克為皇家維多利亞勳章司令官。

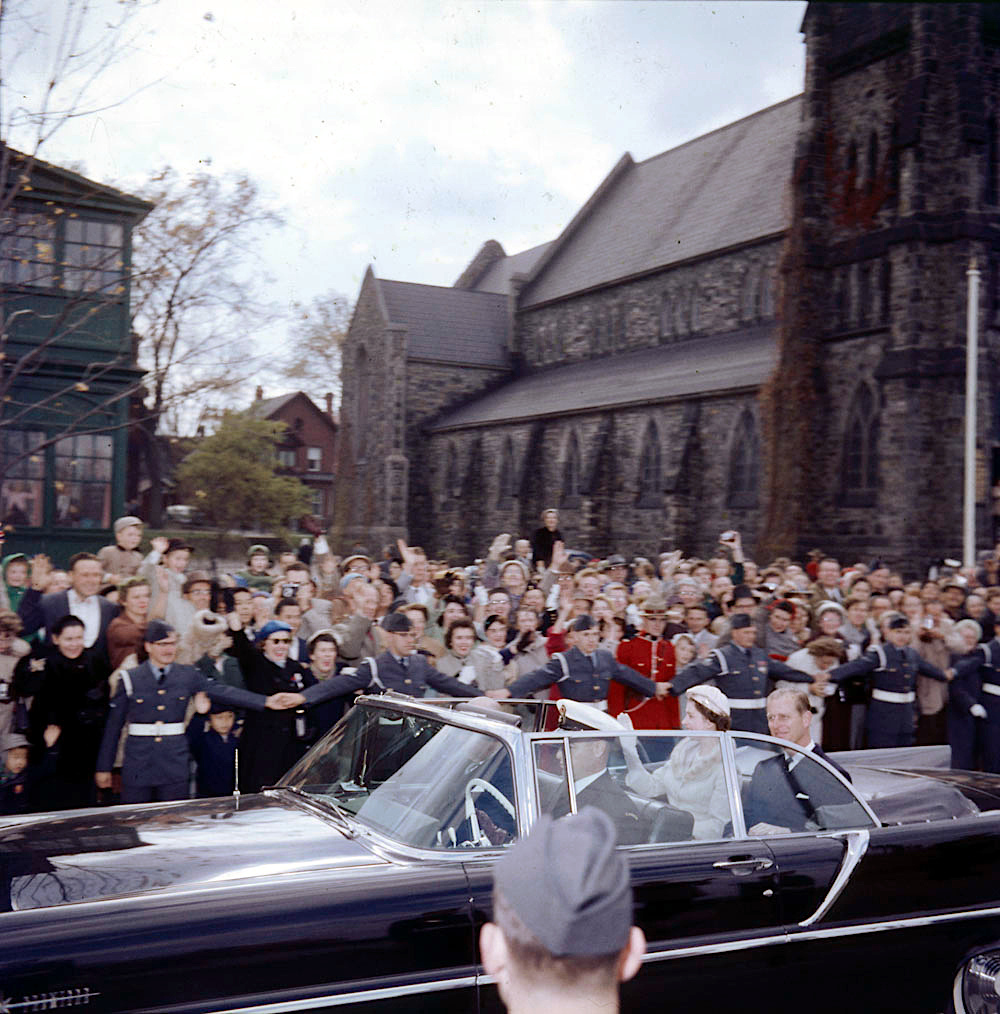
1957年，菲臘和伊利沙伯到訪渥太華

由於有媒體持續渲染女王夫婦感情疏離，菲利普震怒不已，伊利沙伯亦深感困擾，最終以強硬措辭公開駁斥。1957年2月22日，女王透過制誥授予菲利普「親王」頭銜，《倫敦憲報》正式公告其尊稱為「愛丁堡公爵菲利普親王殿下」。同年10月14日，菲利普獲任命為加拿大樞密院成員，並親赴其加拿大官邸麗都廳向女王宣誓效忠。兩年後他在加拿大醫學會演講中針對青年體育發表的言論，被解讀為暗指加拿大兒童體能欠佳，起初遭批「不得體」，但其倡導體能訓練的立場後續仍獲肯定。1969年訪加期間，他更闡述對共和主義的看法：
若以為君主制是為維護君主利益而存在，此乃徹底謬誤。該制度實為人民福祉運作。任何國家若認定此制不合時宜，自當有權變革。
1960年，菲利普親王身著綠色長袍，出席威爾斯國家藝術節，在威爾斯大德魯伊埃德加·菲利普斯主持下，以「菲利普·梅里奧尼思」（Philip Meirionnydd）的吟遊詩人名號受封榮譽奧瓦德，此名源自其梅里奧尼思伯爵頭銜。1961年，他成為首位接受電視專訪的王室成員，於《廣角鏡》節目中回應理查德·丁布爾比關於其贊助的「英聯邦技術培訓週」（Commonwealth Technical Training Week）的提問。1969年到訪北美期間，他同樣在《與媒體見面》節目公開受訪。

### 公益活動

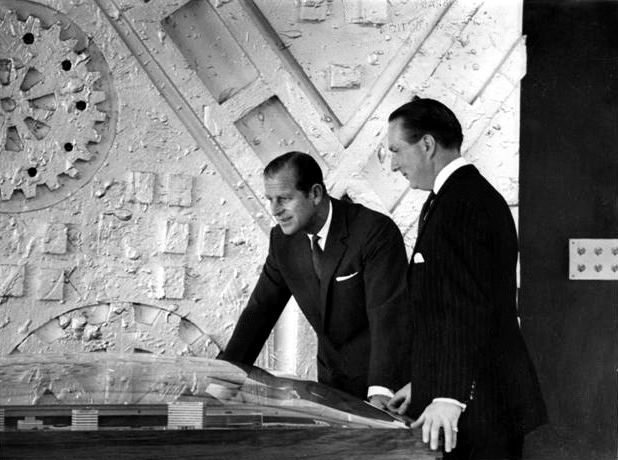
1967年，菲臘到訪沙爾福大學。

菲利普親王擔任約800個組織的贊助人，尤其關注環境、工業、體育與教育領域。1948年3月，他首次以愛丁堡公爵身份單獨執行公務，於皇家阿爾伯特音樂廳出席倫敦男孩俱樂部聯盟拳擊決賽頒獎。他自1947年起擔任全國運動場協會（National Playing Fields Association，現名「公共空間慈善基金」）會長長達64年，直至2013年由孫子威廉接任。他在1951年獲選為皇家學會院士，1952年成為工業協會（The Industrial Society，後更名為工作基金會）贊助人。同年岳父逝世後，他接任溫莎大公園護林官，督導該地的保護與維護工作。
1955至1957年間，他出任英格蘭足球總會會長，並分別於1949年與1974年兩度擔任瑪麗勒本板球俱樂部會長。同期間，他成為青年板球與殘疾人體育慈善機構「Lord's Taverners」首位贊助人，並為其籌辦募款活動。1959至1965年期間，他擔任英國電影電視藝術學院主席。他協助創立澳洲自然保護基金會（1963年）與世界自然基金會（1961年），並於1961至1982年擔任後者英國分會會長、1981年起任國際會長、1996年獲授榮譽會長。同時，他曾擔任倫敦動物學會會長二十年，1977年獲授榮譽院士。儘管致力自然保護，他仍因參與狐狸狩獵、射殺獵鳥等活動及1961年在印度獵殺老虎而受批評。他在1964至1986年期間擔任國際馬術總會主席，1980年更隨英國國家隊獲四駕馬車駕駛世界冠軍。他曾任劍橋大學、愛丁堡大學、索爾福德大學及威爾斯大學校監。
1965年，他在哈羅德·威爾遜建議下，設立工業創新獎勵計劃，並命名為女王企業獎。同年出任英國工程委員會主席，並協助創立工程學院（Fellowship of Engineering，後改組為皇家工程院），後獲資深院士榮銜。他還設立「菲利普親王設計獎」與「菲利普親王獎章」，表彰傑出設計師與工程師。1970年參與創立海事信託，致力修復保存英國歷史船舶。2017年，英國心臟基金會為感謝他擔任贊助人55年，期間除籌辦募款活動外，更支持創立九個由該會資助的卓越中心。他亦是劍橋大學聖埃德蒙學院的榮譽院士。

### 長子的婚姻問題
1981年初，菲利普致函長子查理斯，勸諫他應盡快決定向戴安娜·史賓沙女勳爵求婚，否則應結束這段戀情。查理斯感受到父親施加的壓力，遂於同年2月向戴安娜求婚，並於五個月後舉行婚禮。這段婚姻至1992年瀕臨破裂，伊利沙伯與菲利普曾安排會面試圖調解，但未能挽回。菲利普隨後致函戴安娜，對夫妻雙方的婚外情表示失望，並要求她換位思考彼此行為。戴安娜雖認為信件內容難以接受，但仍理解其善意初衷。查理斯與戴安娜於1992年分居，並於1996年正式離婚。
離婚次年，戴安娜於1997年8月31日在巴黎車禍中傷重死亡。事發時菲利普正與其他王室成員在巴爾莫勒爾堡度假。悲慟之際，戴安娜的兩個兒子威廉與哈里希望前往教堂，女王夫婦當日清晨便陪同前往。此後五天，女王夫婦將兩位王子安置在巴爾莫勒爾堡內，使其免受媒體打擾、靜默哀悼。王室此舉一度引發公眾不滿，直至9月5日女王發表電視直播演說後輿論才轉變。葬禮前夕，兩位王子對是否該為母親靈柩徒步送葬猶豫不決，菲利普對威廉說：「若不參與，日後必會懊悔。若我同行，你可願相伴？」葬禮當日，菲利普親王、威廉、哈利、查理斯以及戴安娜胞弟第九代史賓沙伯爵查理斯·史賓沙，共同隨靈車步行穿越倫敦。此後數年間，同車罹難者多迪·法耶茲之父穆罕默德·法耶兹，多次指控菲利普謀害戴安娜並製造車禍。2008年戴安娜死因調查最終裁定，無任何陰謀論證據。

### 長壽王夫

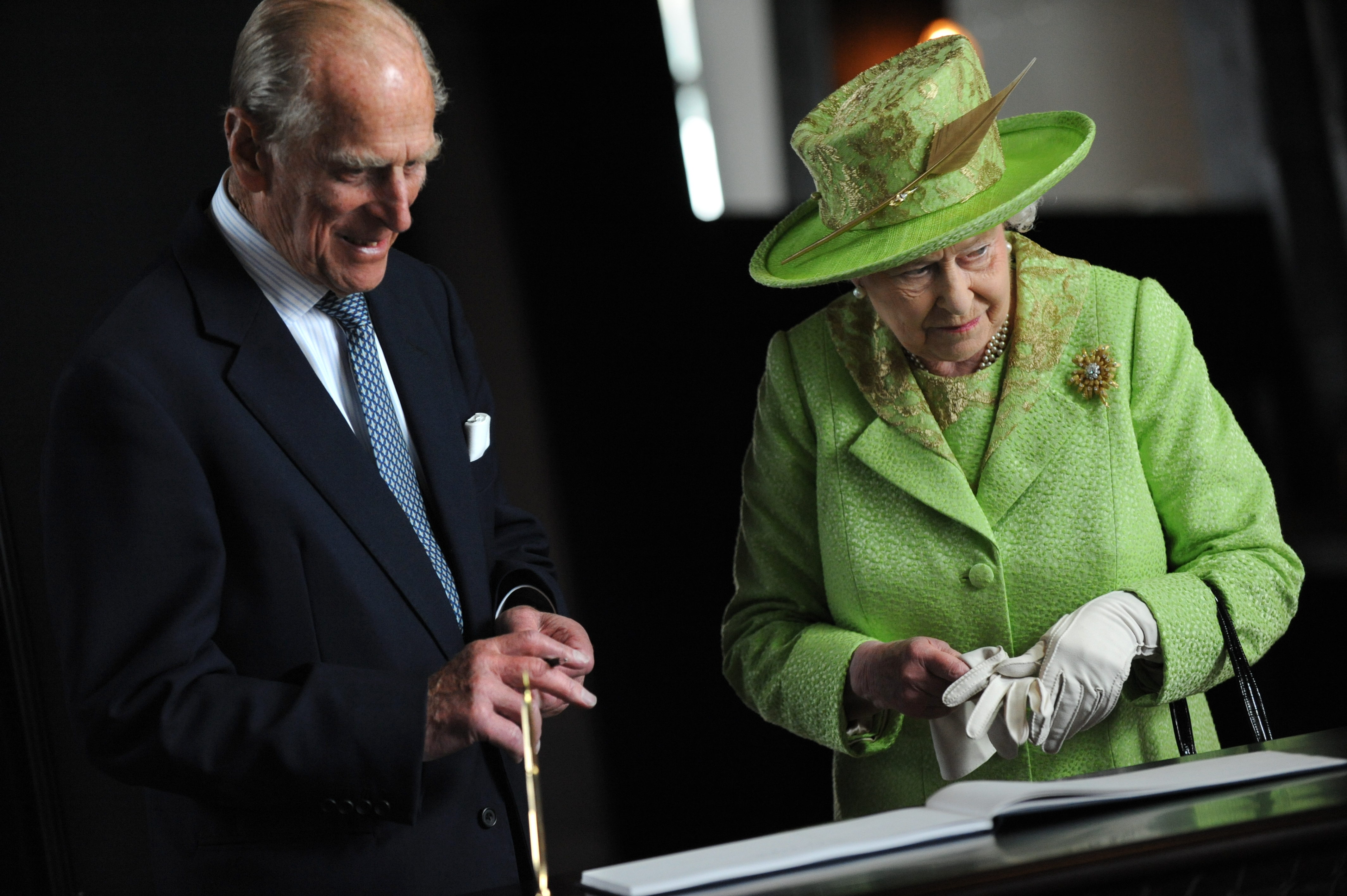
2012年6月，菲臘與伊利沙伯到訪鐵達尼號紀念館。

2009年4月，菲利普親王成為英國史上在位最久的王室配偶，超越喬治三世之妻梅克伦堡-施特雷利茨的夏洛特。2013年2月，他成為英國王室成員中最長壽的男性；至2019年4月，他更成為英國王室史上第三長壽成員（僅次於告羅士打公爵夫人愛麗絲王妃與伊利沙伯皇太后）。然私底下，他對長壽興致索然。2000年，當時79歲的他受訪時曾表示「難以想像還有什麼比這更糟」，且「毫無意願」成為百歲人瑞，更打趣道「身體零件早已開始散架」。

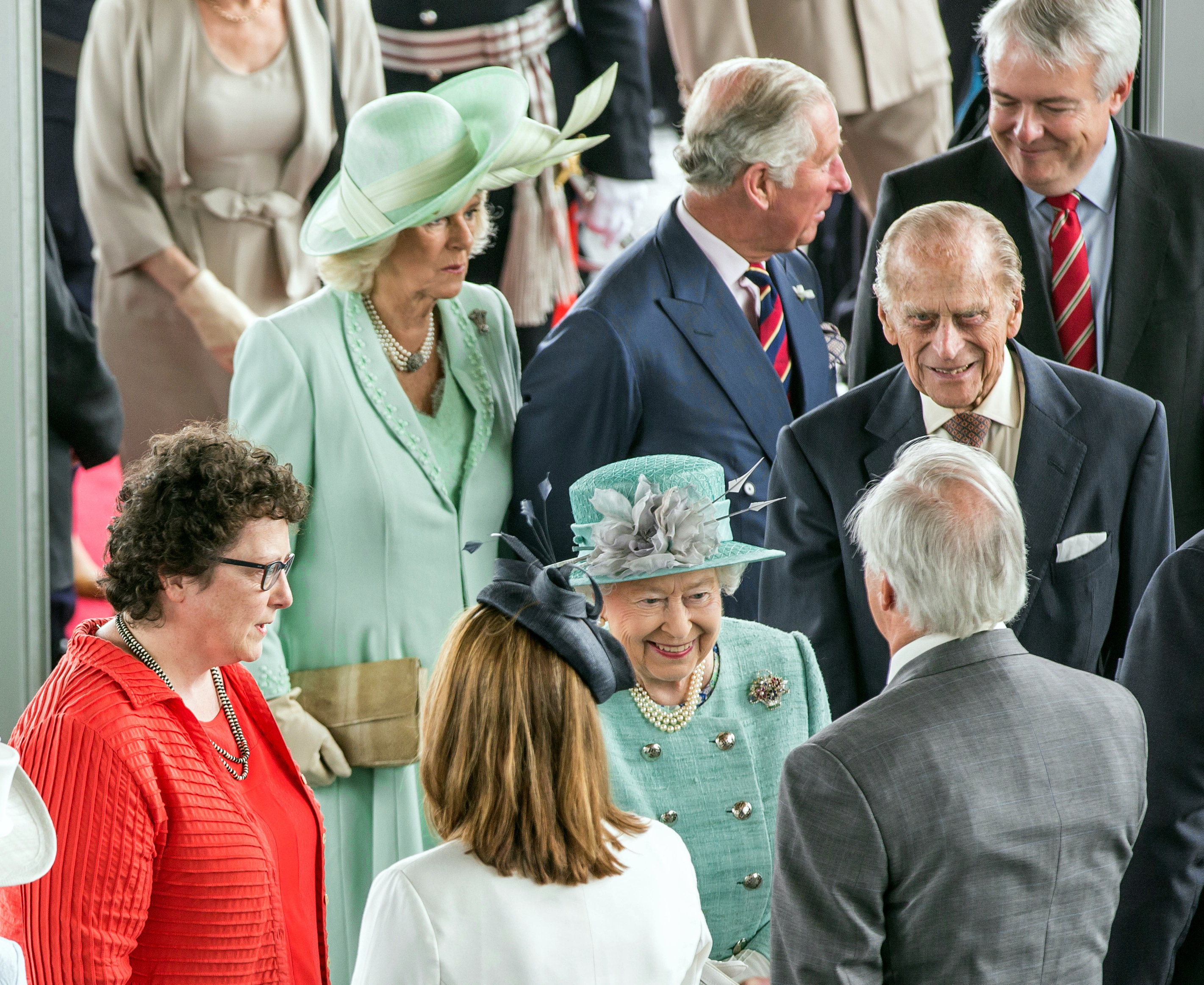
2016年，菲利普親王與女王伊麗莎白二世出席位於卡地夫的威爾斯議會第五屆大會開幕儀式。照片中人物依順時針方向、從左至右分別為：威爾斯議會議長埃琳·瓊斯、菲利普的媳婦卡米拉、查理斯、威爾斯首席部長莊家偉、菲利普與伊利沙伯。

2008年，菲利普親王因胸部感染入住倫敦的愛德華七世醫院；當時他自行步入醫院，迅速康復，三日後即出院。當《伦敦旗帜晚报》報導菲利普罹患前列腺癌時，通常拒絕對健康傳聞置評的白金漢宮罕見否認此消息，該報隨後撤回報導。
2011年6月，菲利普在慶祝90歲生日的專訪中表示將逐步減少公務，坦言「已盡己責」。女王為表彰其貢獻，特於此際授予他「海軍大臣」榮譽頭銜。同年12月，菲利普在桑德令罕府突發胸痛，緊急送往劍橋郡帕普沃斯醫院的心胸外科治療，成功接受經皮冠狀動脈介入治療及冠狀動脈支架置入手術，並在數日後出院。
2012年6月，在慶祝女王登基六十週年的鑽禧大典期間，菲利普因尿路感染從溫莎城堡緊急送往愛德華七世醫院，其後康復出院。同年8月於巴爾莫勒爾堡休養期間感染復發，作為預防措施，他在亞伯丁皇家醫院住院觀察五日。2013年6月，菲利普因接受腹部探查手術入住倫敦診所，住院治療11天。2014年5月，他在白金漢宮完成「小型手術」後，右手纏著繃帶公開露面。2015年，時任澳洲總理艾博特突襲式授予菲利普澳洲勳章騎士爵位的決定引發輿論嘩然，此事件更成為艾博特離任的導火線之一。2017年6月，菲利普確診感染後從溫莎轉送至倫敦愛德華七世醫院治療，住院兩晚期間未能出席國會開幕大典與皇家雅士谷賽馬日。

### 晚年

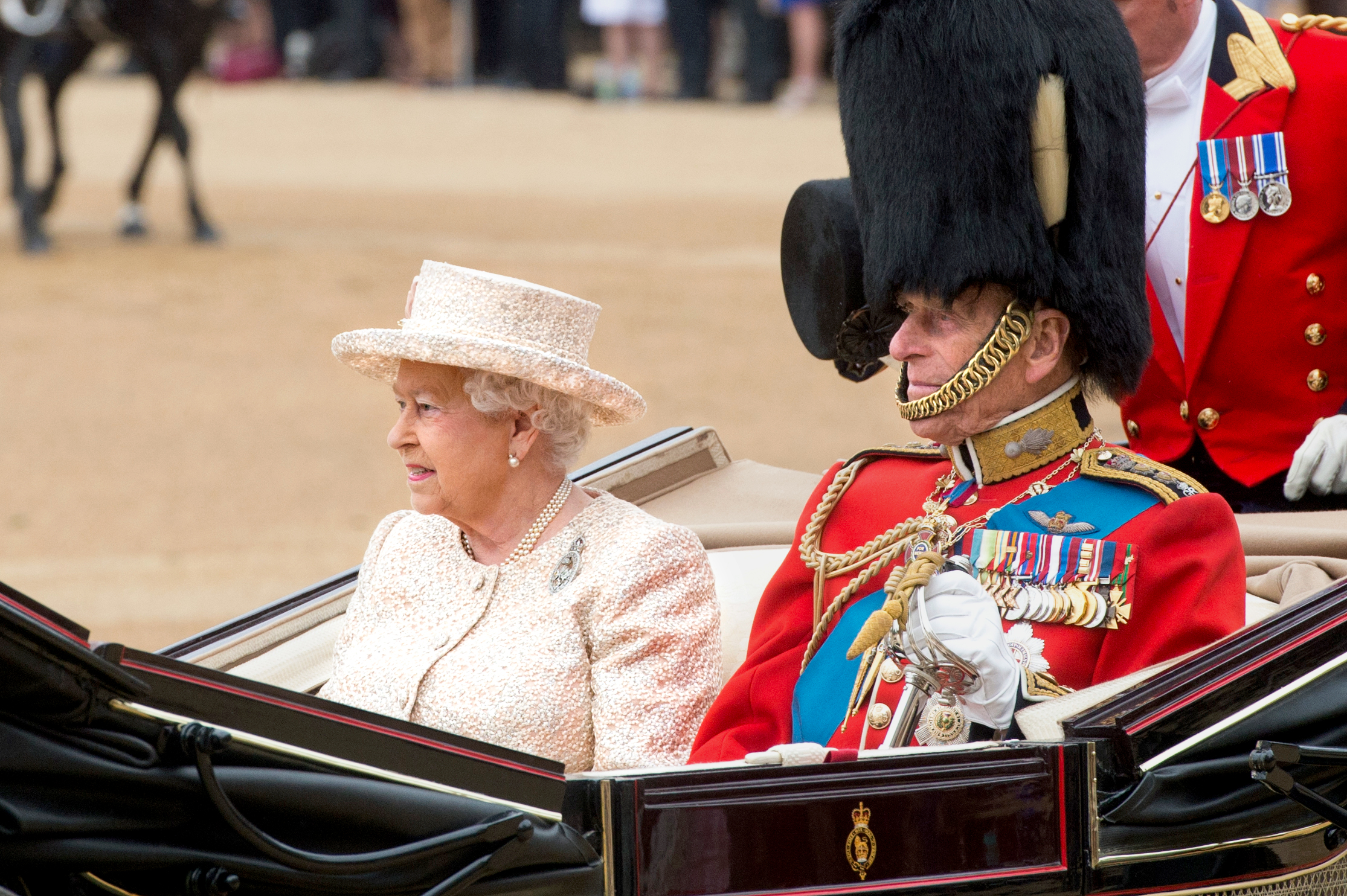
2015年的皇家軍隊閱兵

2017年8月2日，時年96歲的菲臘會見英國皇家海軍陸戰隊，正式退出王室公務。自1952年以來，他共完成22219次單獨公務活動。英國首相文翠珊讚譽他「終身奉獻，功勳卓著」。同年11月20日，他與伊利沙伯慶祝結婚70週年，令後者成為英國首位慶祝白金婚的君主。
2018年4月，菲利普因預定髖關節置換手術入住愛德華七世醫院。此前他缺席了濯足節與復活節主日禮拜。安妮公主赴醫院探視約50分鐘後表示，父親「精神狀態良好」。菲利普於次日出院。同年5月，他出席哈利王子與梅根·馬克爾的婚禮，並能不需攙扶與女王同行。10月，他更陪同女王參加孫女尤金妮郡主_與傑克·布魯斯班克的婚禮。《每日電訊報》報導，菲利普出席活動與否採取「晨起視身體狀況而定」的彈性原則。
2019年1月，菲利普親王駕車駛出桑德灵厄姆府附近的主幹道時發生車禍。官方聲明稱他並未受傷，但協助他脫困的目擊者表示「見到了少量血跡」。事故中另一輛車的駕駛與乘客受傷送醫。作為預防措施，菲利普於次日早上前往醫院檢查。他其後公開致歉，並在三週後主動繳回駕駛執照。同年2月，英國皇家檢察署宣布起訴菲利普「不符合公眾利益」，故不會起訴其。菲利普仍被允許在私人莊園內駕車，並曾於2019年4月被目擊在溫莎城堡範圍內駕駛。
2019年12月，菲利普親王因“舊疾復發”入住愛德華七世醫院接受治療，白金漢宮將此次住院描述為“預防性措施”。自2019年5月出席加布里埃拉·金斯顿女勳爵婚禮後，他便未再公開露面。2020年6月，其99歲生日前夕，王室發布了一張女王夫婦在溫莎城堡隔離期間的照片，當時正值2019冠狀病毒病疫情 。同年7月，他卸任自2007年起擔任的來福槍步兵團榮譽司令一職，由兒媳卡米拉接任。
2021年1月9日，菲利普和女王在温莎城堡由王室家庭醫生為其接种2019冠状病毒病疫苗。2月，菲利普因身體不適以「預防性措施」為由入住愛德華七世醫院，其間查理斯曾前往探視。2月23日，白金汉宫确认菲利普出现传染病症状。3月1日被转送到聖巴多羅買醫院，除持續治療感染外，並針對既存心臟問題進行「檢測與觀察」。其心脏手术順利完成後，转回爱德华七世医院休養，住院一週後出院返回溫莎城堡。

## 逝世

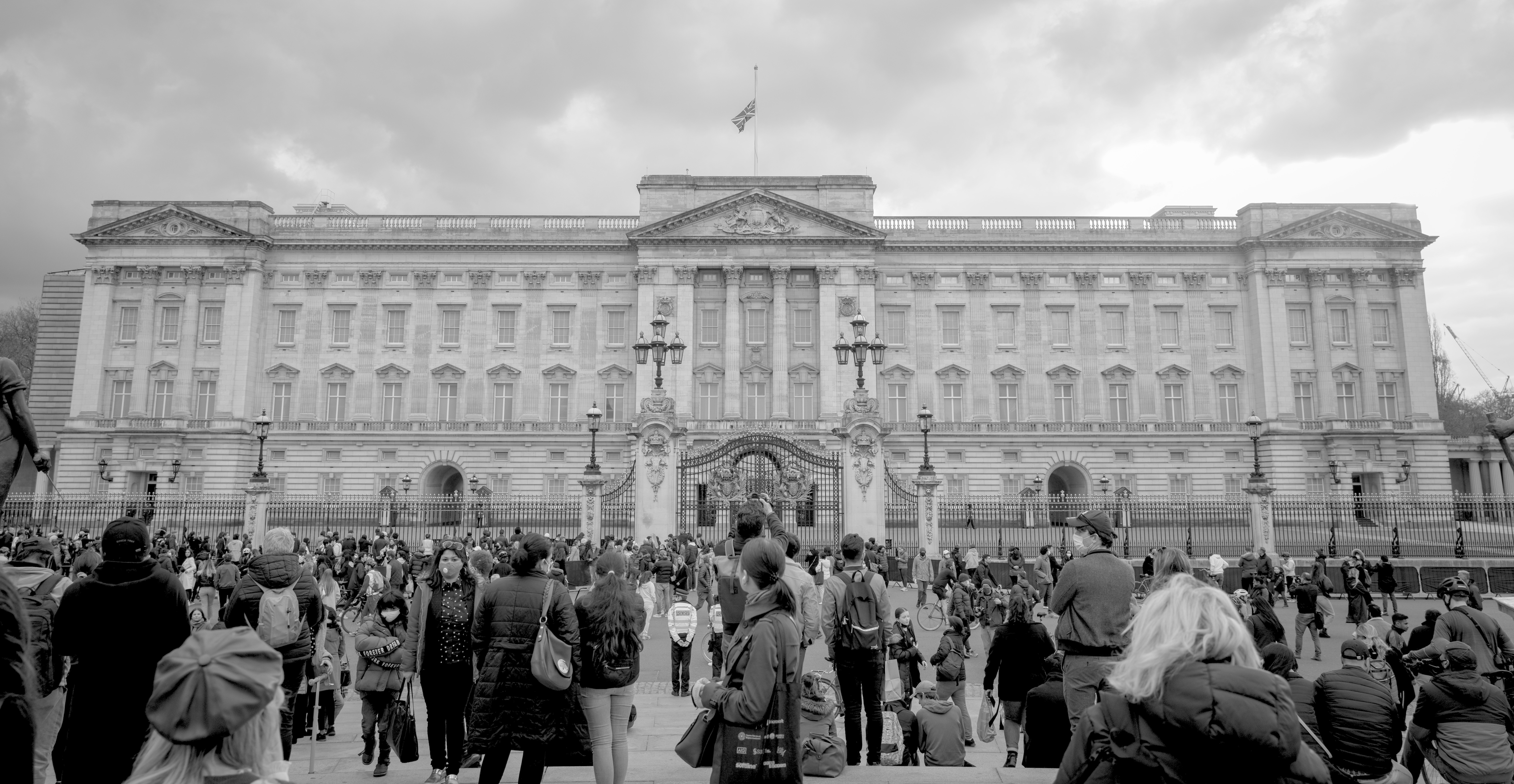
2021年4月9日，在菲利普逝世後，白金漢宮降半旗致哀

菲利普於2021年4月9日上午在溫莎城堡因「年老」逝世，終年99歲。他是歷史上在位時間最長的君主配偶。據報導，伊利沙伯在丈夫逝世時陪伴在側，她形容菲利普的離世「在她的生命中留下了巨大的空白」。
白金漢宮表示菲利普安詳離世，其媳婦蘇菲向媒體證實：「過程非常平靜，就像有人牽著他的手帶他離開一樣。」。他的離世觸發了「福斯橋行動」（Operation Forth Bridge）——即公開宣布其死訊並籌備葬禮的預定計劃。由於2019冠狀病毒病防疫規定限制哀悼人數至30人，常規公開儀式未能舉行；後續報導指出，女王拒絕了政府放寬規格的提議。葬禮於2021年4月17日在圣乔治礼拜堂_舉行，菲利普靈柩暫厝於聖喬治禮拜堂內的皇家墓穴，與包括喬治三世在內的25具棺槨安放一處。全球多國代表在菲利普逝世後向王室致哀。
如同其他王室高級成員，根據英格蘭及威爾斯高等法院裁決，菲利普的遺囑將被密封至少90年，此舉被視為維護君主「尊嚴與地位」的必要措施。此裁決引發外界猜測遺囑可能包含損及王室聲譽的內容。該命令由家事分庭庭長於2021年7月閉門聽證後下達，其強調既未閱覽遺囑內容，亦不知悉具體條款。2022年1月，《衛報》質疑法官排除媒體參與聽證的決定，主張法官「未能考慮比閉門聽證對公開司法原則干預更小的替代方案」，並獲准提出上訴。2022年7月，英格蘭及威爾斯上訴法院駁回該報主張，指出若事先通知媒體聽證訊息，「將無可避免引發擔憂中的媒體馬戲團」。法院補充說明：「公眾雖可合理質疑程序透明度不足，但《非爭議性遺產認證規則》確允許特定情況下對遺囑內容及價值予以保密」。
菲利普親王感恩追思會於2022年3月29日在西敏寺舉行，伊利沙伯、外國王室成員及政要均出席與會。伊利沙伯於2022年9月8日逝世，在國葬結束後，女王夫婦的靈柩於2022年9月19日晚間安葬於聖喬治禮拜堂內的喬治六世紀念禮拜堂，同處葬有女王的父母及妹妹，代表一家人永伴長眠。

## 形象

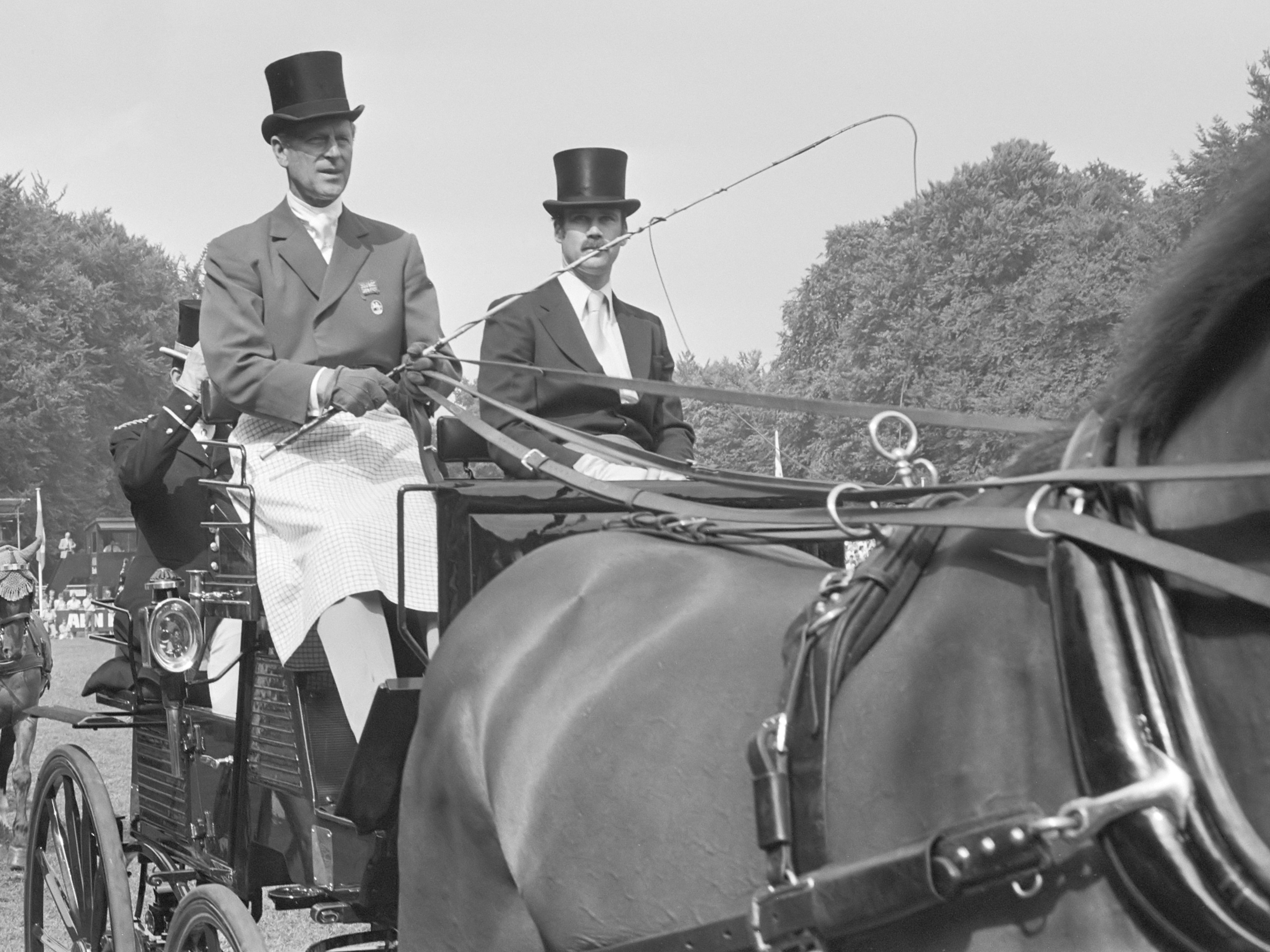
1982年，菲臘參與世界四人馬車錦標賽

### 興趣
菲利普親王一直參與馬球運動，在1971年後他轉向參加馬車駕駛比賽——這項運動在他的推動下得以發展；該運動的早期規則手冊正是在他的監督下起草的。他也是一名熱衷的帆船愛好者，並於1949年在考斯與船舶設計師兼航海愛好者烏法·福克斯建立了友誼。
菲利普親王的首次飛行課程始於1952年，並在70歲生日時累積5150小時的飛行時數。他於1953年獲頒英國皇家空軍飛行翼章，1956年獲得皇家海軍直升機飛行資格，並於1959年取得私人飛行執照。在擔任飛行員44年後，他於1997年8月退休，總計駕駛過59種不同機型，飛行時數達5986小時。 2014年4月，有報導稱發現了一段百代新聞社新聞影片，記錄了菲利普1962年為期兩個月的南美飛行之旅。影片中坐在他身旁擔任副駕駛的是彼得·密道頓（Peter Middleton）上尉，即其孫媳嘉芙蓮的祖父。1959年，菲利普曾單獨駕駛一架名為“德魯伊內湍流”的單座飛機，成為王室成員中首位駕駛單座飛機的成員。
菲利普親王擅長油畫創作，並熱衷藝術品收藏，其收藏的當代漫畫作品懸掛於白金漢宮、溫莎城堡、山靜咸府及巴爾莫勒爾堡。休·卡森曾評價菲利普的個人畫作「正如預期⋯⋯直接了當、毫不矯飾。用色強烈，筆觸遒勁有力。」他自1952年起擔任皇家藝術學會贊助人，直至2011年。他對涉及君主制與王室的漫畫「深感興趣」，並長期擔任卡通博物館贊助人。

### 性格與作風

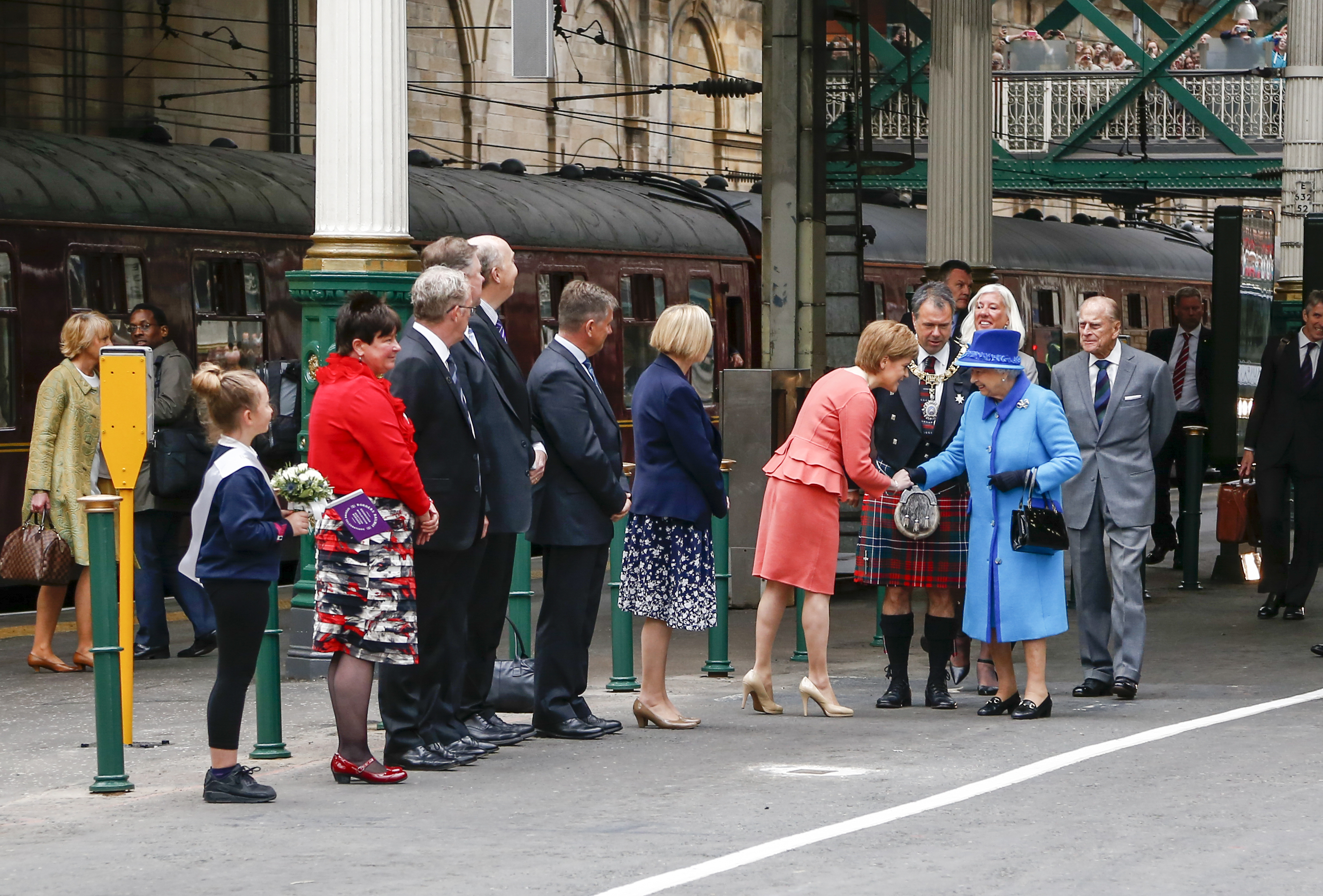
菲利普在公開場合通常會走在伊利沙伯身後幾步之遙。

菲利普平易近人的作風曾獲白宮侍者證實，該侍者回憶1976年訪問期間，菲利普曾主動與他和另一名侍者交談並為他們斟酒。除了以直言不諱著稱外，菲利普也因不時發表某些言論和玩笑而聞名，這些言論可能被解讀為幽默、失言、尷尬、政治不正確或冒犯性，但有時也被視為符合其年齡與背景的典型表現。1960年他在英國牙醫總會演講時，曾幽默地為自己的失言創造新詞：「『笨舌學』（Dontopedalogy）是門關於張嘴就把腳塞進去的學問，這門學問我已鑽研多年。」晚年時他曾暗示，這些言論可能強化了人們認為他是「脾氣暴躁的老頑固」的印象。
1986年國事訪問中國期間，菲利普親王在與西北大學英國留學生的私人談話中開玩笑說：“如果你們在這裡待得更久，眼睛都會變成瞇瞇眼了！”英國媒體將這番言論報道為種族偏見的表現，但據報中國當局並不在意。一位官員解釋說，在英國留學的中國學生也常被開玩笑告誡不要在國外待太久，以免變成“圓眼睛”。這番言論並未影響中英關係，但卻塑造了他的公眾形象。菲利普也曾評論廣東人的飲食習慣說：“如果有四條腿而不是椅子，有翅膀而不是飛機，或者會游泳而不是潛艇，廣東人就會吃它。”在澳大利亚，他曾问一位原住民企业家：“你们还会互相扔矛吗？”
2011年，歷史學家大衛·斯塔基將菲利普形容為「殿下版的維克多·梅爾德魯」。例如在1999年5月，英國報紙指控菲利普在威爾斯的一場流行音樂會上侮辱失聰兒童，據稱他表示：「聽這種噪音難怪你們會耳聾」。事後菲利普寫道：「該報導純屬捏造。事實上我母親就有嚴重聽障，且我長期擔任皇家全國聾人協會贊助人，怎麼可能說這種話。」當他與伊利沙伯會見因真愛爾蘭共和軍炸彈襲擊失明的陸軍學員史蒂芬·梅納里（Stephen Menary）時，女王詢問其剩餘視力程度，菲利普插話道：「看他打的領帶，估計剩餘視力不多。」梅納里後續表示：「我認為他只是試圖用玩笑緩和氣氛，我完全沒有感到被冒犯。」菲利普將性工作者與妻子相較的言論亦引發爭議，據報導他曾表示：「我不認為性工作者比妻子更有道德，但兩者做的是相同的事。」

### 百歲壽辰紀念
為紀念菲利普親王2021年6月的百年誕辰，皇家收藏基金會在溫莎城堡和荷里路德宮舉辦了特別展覽。這場名為《菲利普親王：百年紀念》的展覽展出了約150件與他相關的個人物品，包括他的婚禮邀請函、婚宴菜單、1940至1941年擔任海軍候補少尉時的航海日誌、御用座椅，以及他在1953年伊丽莎白二世加冕礼上所穿的小王冠。展覽特別聚焦菲利普在1992年溫莎城堡火災後參與重建工作的經歷，其中喬治·亞歷克西斯·韋茅斯創作的肖像畫展現了親王站在城堡廢墟中的形象。
皇家園藝學會亦為紀念菲利普百年誕辰，委託英國玫瑰育種專家哈克尼斯玫瑰園培育新品種玫瑰，命名為「愛丁堡公爵玫瑰」。作為學會贊助人的女王獲贈這株深粉色紀念玫瑰以緬懷丈夫，她讚嘆道「看起來真美」。此後，溫莎城堡東露台花園的混合玫瑰園中便栽種了這款愛丁堡公爵玫瑰，該花園的設計正是出自菲利普之手。
2021年9月，皇家全國救生艇協會以“愛丁堡公爵號”命名其最新型的救生艇，向菲利普親王致敬。這項紀念活動原計劃為慶祝他的百歲誕辰。同月，英國廣播公司第一台播出原為其百年誕辰製作的紀錄片《菲利普親王：王室成員的回憶》（Prince Philip: The Royal Family Remembers），片中收錄了他的子女及七位孫輩的訪談內容。

### 描繪
多位演員曾飾演過菲利普，包括：
- 史都華·格蘭傑（英语：Stewart Granger）（《查爾斯與黛安娜的皇家羅曼史（英语：The Royal Romance of Charles and Diana）》，1982年）
- 克里斯多福·李（《查爾斯與黛安娜：皇家愛情故事（英语：Charles & Diana: A Royal Love Story）》，1982年）
- 大衛·斯雷弗（英语：David Threlfall）（《女王的妹妹（英语：The Queen's Sister）》，2005年）
- 詹姆斯·克倫威爾（2006年）
- 菲恩·埃利奧特（英语：Finn Elliot）、麥特·史密斯、托比亞·曼齊司和強納森·普萊斯（《王冠》，2016年起）

菲利普親王也作為虛構角色出現在以下文學作品中：
- 內維爾·舒特的小說《在雨季（英语：In the Wet）》（1952年）
- 保羅·加利科的小說《哈里斯太太去莫斯科》（Mrs. 'Arris Goes to Moscow，1974年）
- 湯姆·克蘭西的小說《愛國者遊戲（英语：Patriot Games）》（1987年）
- 蘇·湯森的小說《女王與我（英语：The Queen and I (novel)）》（1992年）

## 頭銜、稱號、榮譽和紋章

菲臘親王的花押字

菲利普親王一生擁有眾多頭銜。他最初擁有希臘與丹麥王子的頭銜與稱號，但在婚前放棄了這些王室頭銜，此後獲封公爵等貴族頭銜。1957年，伊利沙伯正式頒發特許狀，授予他親王的頭銜。

### 榮譽和榮譽軍事任命
菲利普親王曾在第二次世界大戰期間服役，因此獲頒英國、法國和希臘的軍事勳章，此外還獲得了紀念喬治六世與伊利沙伯二世加冕典禮，以及伊利沙伯二世銀禧、金禧和鑽禧慶典的紀念勳章。1947年11月19日，喬治六世在他婚禮前夕，冊封他為嘉德勳章騎士。此後，菲利普共獲得17項英聯邦國家授予的榮譽頭銜和48項外國頒發的榮譽。在瓦努阿图南部塔纳岛上的某些村落居民，將菲利普奉為神靈般的崇拜對象；當地居民不僅珍藏他的肖像，更會在其誕辰日舉行慶祝盛宴。

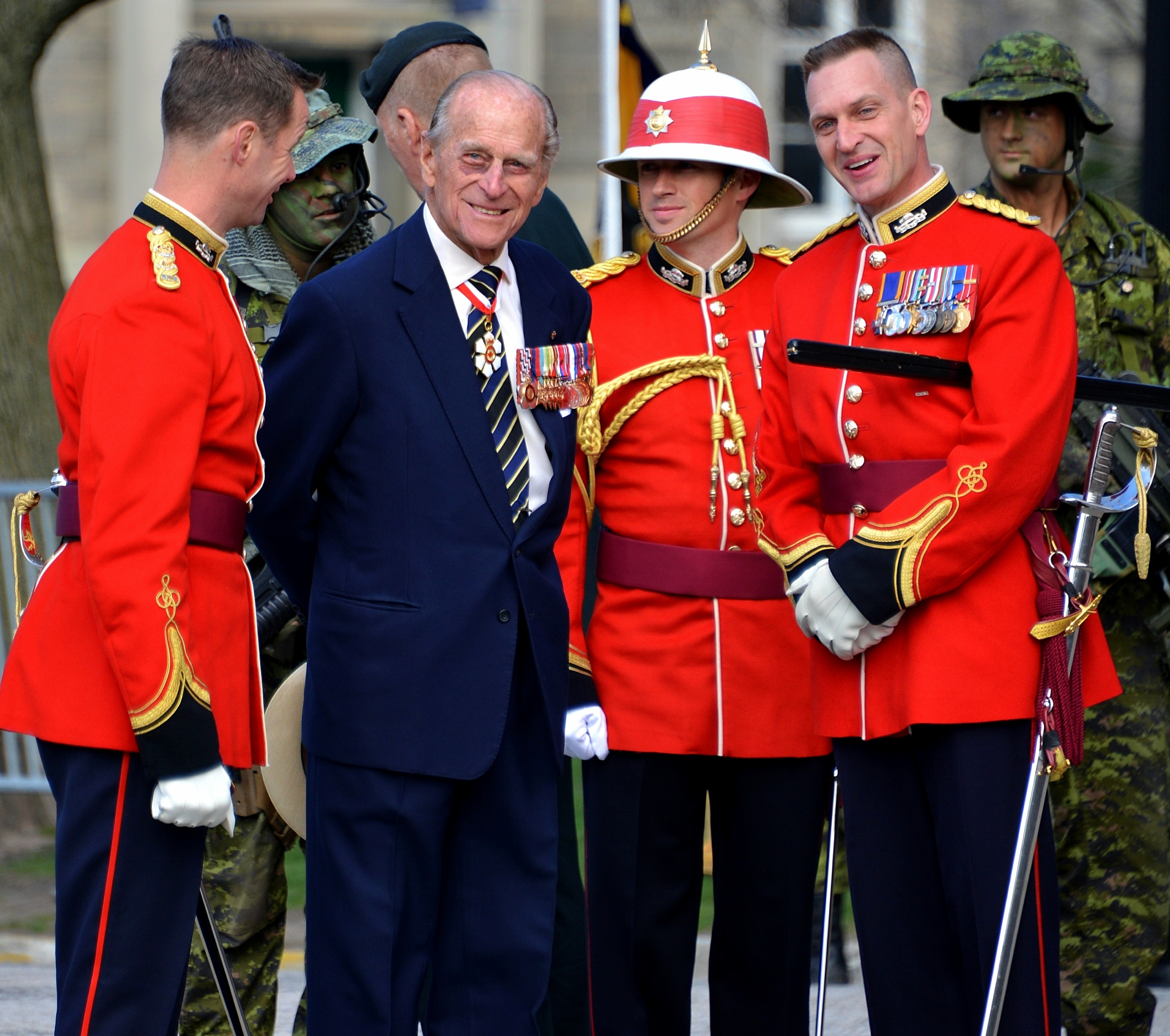
2013年於多倫多以加拿大皇家團總團長身份，向加拿大皇家團第3營授予團旗。

1952年妻子繼位後，菲利普獲任命為海軍學兵團總司令、英國陸軍學兵團總團長及空軍訓練團榮譽空軍准將。隔年，他獲加拿大授予同等職銜，並被授予英國皇家海軍元帥、皇家海軍陸戰隊總司令、陸軍元帥及皇家空軍元帥等最高軍階。此後他陸續獲紐西蘭與澳洲授予軍事職銜。1975年，他出任擲彈兵衛隊上校團長，2017年將此職務移交給兒子安德魯。2015年12月16日，他卸任榮譽空軍准將職務，由孫媳凱薩琳繼任為榮譽空軍指揮官。
為慶祝菲利普90歲壽辰，伊利沙伯任命他為海軍大臣，並授予他加拿大武裝部隊三軍最高軍階。2017年11月20日，在他們結婚70週年紀念日之際，女王又授予他皇家維多利亞大十字勳章，使他成為自其舅父蒙巴頓勳爵之後，首位有資格佩戴英國四大騎士勳章胸星的英國公民。

### 紋章
|  | 採用日期1949 飾章由金色公爵冠冕升起的黑白相間鴕鳥羽毛冠飾。 花圈金銀相間的斗篷襯裡。 盾紋四分盾： - 第一分區：金底綴紅心紋，三頭藍色戴公爵冠的行走獅子（代表丹麥） - 第二分區：藍底銀十字（代表希臘） - 第三分區：銀底兩道黑色垂直條紋（代表巴騰堡與蒙巴頓家族） - 第四分區：銀底自然色岩石上黑色三塔城堡，磚紋銀色，窗戶、門、塔頂與風標為紅色（代表愛丁堡）。 扶盾者右側：頭戴橡葉環、腰纏獅皮的野人，手持天然色木棒（源自希臘王室紋章）；左側：分叉尾、戴藍色海軍冠冕的金色獅子（基於巴騰堡紋章）。 銘言上帝是我的幫助（GOD IS MY HELP） 勳章嘉德勳章綬帶，刻有古法語文字「心懷邪念者蒙羞」（HONI SOIT QUI MAL Y PENSE） 旗幟 愛丁堡公爵菲利普親王旗曾作為其個人旗幟使用。 歷史版本 1947至1949年使用：「希臘王國紋章上方疊加丹麥紋章小盾；第一分區使用維多利亞女王之女愛麗絲公主的紋章，即在英國皇家徽章基礎上，添加三尖銀標籤，中尖綴紅玫瑰，兩側尖綴貂皮斑點。盾牌環繞嘉德勳章綬帶，頂部配十字與鳶尾花交錯的親王冠冕，上方置正面頭盔與冠飾：自金色公爵冠升起五根黑白相間的鴕鳥羽毛。扶盾者右側為自然色的赫拉克勒斯像，左側為戴藍色海軍冠冕、分叉尾的金色獅子。」 |

## 子孫
| 名字                 | 出生日期       | 結婚                             | 結婚                | 子女                      | 孫子女                                                     |
| 名字                 | 出生日期       | 日期                             | 配偶                | 子女                      | 孫子女                                                     |
| -------------------- | -------------- | -------------------------------- | ------------------- | ------------------------- | ---------------------------------------------------------- |
| 查爾斯三世           | 1948年11月14日 | 1981年7月29日 1996年8月28日離婚  | 黛安娜·史賓沙女勳爵 | 威爾斯親王威廉            | - 威爾斯的喬治王子 - 威爾斯的夏洛特公主 - 威爾斯的路易王子 |
| 查爾斯三世           | 1948年11月14日 | 1981年7月29日 1996年8月28日離婚  | 黛安娜·史賓沙女勳爵 | 薩塞克斯公爵哈里王子      | - 薩塞克斯的亞契王子 - 薩塞克斯的莉莉贝特公主              |
| 查爾斯三世           | 1948年11月14日 | 2005年4月9日                     | 卡米拉·帕克·鮑爾斯  | 不適用                    | 不適用                                                     |
| 安妮長公主           | 1950年8月15日  | 1973年11月14日 1992年4月23日離婚 | 马克·菲利普斯       | 彼得·菲利浦斯             | - 薩凡娜·菲利浦斯 - 艾拉·菲利浦斯                          |
| 安妮長公主           | 1950年8月15日  | 1973年11月14日 1992年4月23日離婚 | 马克·菲利普斯       | 扎拉·廷德爾               | - 米婭·廷德爾 - 莉娜·廷德爾 - 魯卡斯·廷德爾                |
| 安妮長公主           | 1950年8月15日  | 1992年12月12日                   | 提摩西·勞倫斯       | 不適用                    | 不適用                                                     |
| 約克公爵安德魯王子   | 1960年2月19日  | 1986年7月23日 1996年5月30日離婚  | 莎拉·弗格森         | 馬佩利·莫茨夫人碧翠絲公主 | - 施安娜·馬佩利·莫茨 - 雅典娜·馬佩利·莫茨                  |
| 約克公爵安德魯王子   | 1960年2月19日  | 1986年7月23日 1996年5月30日離婚  | 莎拉·弗格森         | 布魯斯班克夫人尤金妮公主  | - 奧古斯特·布魯斯班克 - 歐內斯特·布魯斯班克                |
| 愛丁堡公爵愛德華王子 | 1964年3月10日  | 1999年6月19日                    | 蘇菲·惠斯-鍾斯      | 路易絲·溫莎女勳爵         | 不適用                                                     |
| 愛丁堡公爵愛德華王子 | 1964年3月10日  | 1999年6月19日                    | 蘇菲·惠斯-鍾斯      | 威塞克斯伯爵詹姆斯        | 不適用                                                     |

## 先祖
菲利普親王與伊利沙伯二世均為維多利亞女王的玄孫輩。伊利沙伯經由維多利亞的長子愛德華七世一脈，菲利普則經由維多利亞的次女愛麗絲公主一脈傳承。兩人還同屬丹麥國王克里斯蒂安九世的後裔。
菲利普通过四位祖父母皆与罗曼诺夫王朝存在亲缘关系：其祖母为俄罗斯皇帝尼古拉一世的孫女；祖父则是丹麥公主達格瑪（沙皇亞歷山大三世的皇后）的胞弟；外祖母是黑森公主艾莉克絲（末代沙皇尼古拉二世的皇后）与伊丽莎白·费奥多罗芙娜（谢尔盖·亚历山德罗维奇大公夫人）的姊妹；外祖父则是瑪麗亞·亞歷山德羅芙娜（沙皇亞歷山大二世的皇后）的侄子。
1993年，科學家運用菲利普和他的親戚的线粒体DNA，順利辨認1981年在尼古拉二世滅門案遇害的俄羅斯皇后亞歷山德拉以及其家人的遺骸。菲利普是皇后的外甥孫、兩人同為維多利亞女王次女爱丽丝公主的後代。
以下是愛丁堡公爵菲臘親王的三代先祖：
|  |                                             |  |  |  |  |  |  |  |  |  |  |  |  |  |  |  |
|  | 曾祖父：丹麥的克里斯蒂安九世                |  |  |  |  |  |  |  |  |  |  |  |  |  |  |  |
|  |                                             |  |  |  |  |  |  |  |  |  |  |  |  |  |  |  |
|  |                                             |  |  |  |  |  |  |  |  |  |  |  |  |  |  |  |
|  | 祖父：希臘的乔治一世                        |  |  |  |  |  |  |  |  |  |  |  |  |  |  |  |
|  |                                             |  |  |  |  |  |  |  |  |  |  |  |  |  |  |  |
|  |                                             |  |  |  |  |  |  |  |  |  |  |  |  |  |  |  |
|  | 曾祖母：黑森-卡塞爾的路易絲公主             |  |  |  |  |  |  |  |  |  |  |  |  |  |  |  |
|  |                                             |  |  |  |  |  |  |  |  |  |  |  |  |  |  |  |
|  |                                             |  |  |  |  |  |  |  |  |  |  |  |  |  |  |  |
|  | 父親：希臘和丹麥的安德烈亞斯王子            |  |  |  |  |  |  |  |  |  |  |  |  |  |  |  |
|  |                                             |  |  |  |  |  |  |  |  |  |  |  |  |  |  |  |
|  |                                             |  |  |  |  |  |  |  |  |  |  |  |  |  |  |  |
|  | 外曾祖父：俄羅斯的康斯坦丁·尼古拉耶维奇大公 |  |  |  |  |  |  |  |  |  |  |  |  |  |  |  |
|  |                                             |  |  |  |  |  |  |  |  |  |  |  |  |  |  |  |
|  |                                             |  |  |  |  |  |  |  |  |  |  |  |  |  |  |  |
|  | 祖母：俄羅斯的奧爾嘉·康斯坦丁諾芙娜女大公   |  |  |  |  |  |  |  |  |  |  |  |  |  |  |  |
|  |                                             |  |  |  |  |  |  |  |  |  |  |  |  |  |  |  |
|  |                                             |  |  |  |  |  |  |  |  |  |  |  |  |  |  |  |
|  | 外曾祖母：薩克森-阿爾滕堡的亞歷山德拉公主   |  |  |  |  |  |  |  |  |  |  |  |  |  |  |  |
|  |                                             |  |  |  |  |  |  |  |  |  |  |  |  |  |  |  |
|  |                                             |  |  |  |  |  |  |  |  |  |  |  |  |  |  |  |
|  | 愛丁堡公爵菲臘親王                          |  |  |  |  |  |  |  |  |  |  |  |  |  |  |  |
|  |                                             |  |  |  |  |  |  |  |  |  |  |  |  |  |  |  |
|  |                                             |  |  |  |  |  |  |  |  |  |  |  |  |  |  |  |
|  | 外曾祖父：黑森-達姆施塔特的亞歷山大王子     |  |  |  |  |  |  |  |  |  |  |  |  |  |  |  |
|  |                                             |  |  |  |  |  |  |  |  |  |  |  |  |  |  |  |
|  |                                             |  |  |  |  |  |  |  |  |  |  |  |  |  |  |  |
|  | 外祖父：巴滕貝格的路易王子                  |  |  |  |  |  |  |  |  |  |  |  |  |  |  |  |
|  |                                             |  |  |  |  |  |  |  |  |  |  |  |  |  |  |  |
|  |                                             |  |  |  |  |  |  |  |  |  |  |  |  |  |  |  |
|  | 外曾祖母：尤利婭·馮·豪克伯爵夫人            |  |  |  |  |  |  |  |  |  |  |  |  |  |  |  |
|  |                                             |  |  |  |  |  |  |  |  |  |  |  |  |  |  |  |
|  |                                             |  |  |  |  |  |  |  |  |  |  |  |  |  |  |  |
|  | 母親：巴滕貝格的愛麗絲公主                  |  |  |  |  |  |  |  |  |  |  |  |  |  |  |  |
|  |                                             |  |  |  |  |  |  |  |  |  |  |  |  |  |  |  |
|  |                                             |  |  |  |  |  |  |  |  |  |  |  |  |  |  |  |
|  | 外曾祖父：黑森和萊茵河畔大公路德维希四世    |  |  |  |  |  |  |  |  |  |  |  |  |  |  |  |
|  |                                             |  |  |  |  |  |  |  |  |  |  |  |  |  |  |  |
|  |                                             |  |  |  |  |  |  |  |  |  |  |  |  |  |  |  |
|  | 外祖母：黑森和萊茵的維多利亞公主            |  |  |  |  |  |  |  |  |  |  |  |  |  |  |  |
|  |                                             |  |  |  |  |  |  |  |  |  |  |  |  |  |  |  |
|  |                                             |  |  |  |  |  |  |  |  |  |  |  |  |  |  |  |
|  | 外曾祖母：英國的爱丽丝公主                  |  |  |  |  |  |  |  |  |  |  |  |  |  |  |  |
|  |                                             |  |  |  |  |  |  |  |  |  |  |  |  |  |  |  |
|  |                                             |  |  |  |  |  |  |  |  |  |  |  |  |  |  |  |